# Nekrolog November 2013
Nekrolog
◄◄
| ◄
| 2009
| 2010
| 2011
| 2012
| 2013 | 2014 | 2015 | 2016 | 2017 | ► | ►►
Januar |
Februar |
März |
April |
Mai |
Juni |
Juli |
August |
September |
Oktober |
November |
Dezember 2013
Weitere Ereignisse | Allgemeiner Nekrolog 2013
Die Beschreibung der verstorbenen Person sollte so kurz wie möglich gehalten sein und nur deren signifikante Tätigkeit(en) enthalten.
Neue Namen ggf. auch unter dem Geburts- und Sterbedatum, also etwa unter 1. Januar und im Geburts- und Sterbejahr (2024) eintragen (nur bei entsprechender großer Wichtigkeit). Für Beispiele siehe die schon vorhandenen Artikel.
Außerdem über die fünf zuletzt Verstorbenen, zu denen es einen ausreichend guten Artikel für eine Präsentation auf der Hauptseite gibt, nach der todesbedingten Überarbeitung der Artikel ggf. auch unter Wikipedia Diskussion:Hauptseite informieren und sie am besten auch in den anderen Wikipedia-Sprachversionen eintragen. Tipp: Regelmäßig bei news.google.de nach „ist tot“, „gestorben“ oder „verstorben“ suchen.
Wenn eine Person gestorben ist, gibt es viele Seiten zu dieser Person in der Wikipedia, die davon auch betroffen sind und entsprechend aktualisiert werden müssen. Beispiele: Namenübersichtsseite, Geburtsjahr, Geburtsort-Seiten und viele mehr.
Wie finde ich die betroffenen Seiten?
Im Suchfeld auf der linken Seite gibt man den Suchbegriff so ein: „Vorname Nachname“. Dann klickt man auf Volltext und alle Seiten mit entsprechendem Suchtext werden aufgerufen. Hier sieht man dann schnell, wo auch das Todesjahr Sinn macht oder sogar ein Teil des Artikels angepasst werden muss. Auch hilft das „Werkzeug“ auf der linken Seite sehr gut, um solche Seiten aufzufinden: „Links auf diese Seite“. Somit ist die Wikipedia wieder aktuell in allen Bereichen! Hinweis: bei Eintragung der Kategorie „Gestorben JAHR“ wird der Missbrauchsfilter 49 ausgelöst, was jedoch nicht schlimm ist. Siehe: Spezial:Missbrauchsfilter/49
Dies ist eine Liste von im November 2013 verstorbenen bekannten Persönlichkeiten. Die Einträge erfolgen innerhalb der einzelnen Daten alphabetisch sortiert. Tiere sind im Nekrolog für Tiere zu finden.

## November
| Tag          | Name                                              | Beruf, bekannt als                                                                                  | Alter | Beleg        |
| ------------ | ------------------------------------------------- | --------------------------------------------------------------------------------------------------- | ----- | ------------ |
| 1. November  | Eva Aschenbrenner                                 | deutsche Autorin                                                                                    | 89    |              |
| 1. November  | Per Bangsund                                      | norwegischer Verleger, Journalist, Autor und politischer Aktivist                                   | 63    |              |
| 1. November  | François Bovon                                    | Schweizer Theologe                                                                                  | 75    |              |
| 1. November  | Hartmut Horst                                     | deutscher Mediziner                                                                                 | 71    |              |
| 1. November  | Montgomery Kaluhiokalani                          | US-amerikanischer Profi-Surfer                                                                      | 54    |              |
| 1. November  | Martin Kukula                                     | deutscher Kameramann                                                                                | 55    |              |
| 1. November  | Hermann Levinson                                  | deutscher Biologe und Physiologe                                                                    | 89    |              |
| 1. November  | Heinrich F. K. Männl                              | deutscher Mediziner                                                                                 | 75    |              |
| 1. November  | John Y. McCollister                               | US-amerikanischer Politiker                                                                         | 92    |              |
| 1. November  | Hakimullah Mehsud                                 | pakistanischer Talibanführer                                                                        | ≈34   |              |
| 1. November  | Peter Neuber                                      | deutscher Politiker (SPD)                                                                           | 76    |              |
| 1. November  | Brigitte Neumeister                               | österreichische Schauspielerin und Autorin                                                          | 69    |              |
| 1. November  | Paul Dennis Reid                                  | US-amerikanischer Serienmörder                                                                      | 55    |              |
| 1. November  | Eugène Rhéaume                                    | kanadischer Politiker                                                                               | 80    |              |
| 1. November  | Piet Rietveld                                     | niederländischer Ökonom                                                                             | 61    |              |
| 1. November  | Editta Sherman                                    | US-amerikanische Philosophin                                                                        | 101   |              |
| 2. November  | Jack Alexander                                    | britischer Entertainer und Komiker                                                                  | 77    |              |
| 2. November  | Walt Bellamy                                      | US-amerikanischer Basketballspieler                                                                 | 74    |              |
| 2. November  | Vasco Giuseppe Bertelli                           | italienischer Bischof                                                                               | 89    |              |
| 2. November  | Zlatko Crnković                                   | jugoslawischer bzw. kroatischer Übersetzer                                                          | 82    |              |
| 2. November  | Ghislaine Dupont                                  | französische Journalistin und Radiomoderatorin                                                      | 57    |              |
| 2. November  | Joop Eversteijn                                   | niederländischer Fußballspieler                                                                     | 92    |              |
| 2. November  | Josef Ezr                                         | tschechoslowakischer Basketballspieler                                                              | 90    |              |
| 2. November  | Målfrid Grude Flekkøy                             | norwegische Psychologin und Kinderrechts-Kämpferin                                                  | 78    |              |
| 2. November  | Fritz Kallenberg                                  | deutscher Historiker                                                                                | 90    |              |
| 2. November  | Hans Kolbe                                        | deutscher Unternehmer                                                                               | 86    |              |
| 2. November  | Mitsuo Komatsubara                                | japanischer Profi-Golfer                                                                            | 95    |              |
| 2. November  | Bill Lawrence                                     | deutscher Musiker und Instrumententwickler                                                          | 82    |              |
| 2. November  | Kermit Moore                                      | US-amerikanischer Cellist, Komponist und Orchesterleiter                                            | 84    |              |
| 2. November  | Serge Oustiakine                                  | französischer Jazzmusiker                                                                           | 52    |              |
| 2. November  | Kjell Ovale                                       | US-amerikanisch-norwegischer Geschäftsmann                                                          | 94    |              |
| 2. November  | Milanko Renovica                                  | jugoslawischer Politiker                                                                            | 85    |              |
| 2. November  | Roger Schallreuter                                | deutscher Geologe                                                                                   | 76    |              |
| 2. November  | Dennis Soucy                                      | US-amerikanischer Politiker                                                                         | 83    |              |
| 2. November  | Hermann Traub                                     | deutscher Theologe                                                                                  | 69    |              |
| 2. November  | Claude Verlon                                     | französischer Journalist                                                                            | 58    |              |
| 2. November  | Hans Wiesner                                      | deutscher Offizier, Militärwissenschaftler und Politiker                                            | 88    |              |
| 3. November  | D. Rajendra Babu                                  | indischer Filmregisseur und Drehbuchautor                                                           | 62    |              |
| 3. November  | Artur Braun                                       | deutscher Unternehmer                                                                               | 88    |              |
| 3. November  | Nick Cardy                                        | US-amerikanischer Comicbuchautor                                                                    | 93    |              |
| 3. November  | Gerard Cieślik                                    | polnischer Fußballspieler                                                                           | 86    |              |
| 3. November  | Gamani Corea                                      | sri-lankischer Diplomat                                                                             | 87    |              |
| 3. November  | William J. Coyne                                  | US-amerikanischer Politiker                                                                         | 77    |              |
| 3. November  | María de la Fuente                                | argentinische Tangosängerin                                                                         | 95    |              |
| 3. November  | Geza Gallos                                       | österreichisch-ungarischer Fußballspieler                                                           | 65    |              |
| 3. November  | Magnus Kastengren                                 | schwedischer Extremsportler, Skifahrer und Bergsteiger                                              | 32    |              |
| 3. November  | Ryszard Kraus                                     | polnischer Fußballspieler                                                                           | 49    |              |
| 3. November  | Andro Linklater                                   | britischer Journalist und Historiker                                                                | 68    |              |
| 3. November  | Leonard Long                                      | australischer Maler                                                                                 | 102   |              |
| 3. November  | Wladimir Musalimow                                | sowjetischer Boxer                                                                                  | 68    |              |
| 3. November  | Jürgen Rätzmann                                   | deutscher Politiker                                                                                 | 86    |              |
| 3. November  | Reshma                                            | pakistanischer Folk-Musiker und Songschreiber                                                       | 66    |              |
| 3. November  | Bernard Roberts                                   | britischer Pianist                                                                                  | 80    |              |
| 3. November  | Bobby Williams                                    | US-amerikanischer Pornodarsteller                                                                   | 31    |              |
| 3. November  | Agim Zajmi                                        | albanischer Maler und Bühnenbildner                                                                 | 76    |              |
| 4. November  | Håkon Barfod                                      | norwegischer Regattasegler                                                                          | 87    | (PDF; 46 kB) |
| 4. November  | Hans von Borsody                                  | deutscher Schauspieler                                                                              | 84    |              |
| 4. November  | Herbert Brauer                                    | deutscher Opernsänger                                                                               | 98    |              |
| 4. November  | Charlie Chesterman                                | US-amerikanischer Musiker                                                                           | 54    |              |
| 4. November  | Wiktor Dolnik                                     | russischer Ornithologe                                                                              | 75    |              |
| 4. November  | Georg Fors                                        | schwedischer Unternehmer und Autor                                                                  | 88    |              |
| 4. November  | John D. Hawk                                      | US-amerikanischer Weltkriegsveteran                                                                 | 89    |              |
| 4. November  | Lena Karpunina                                    | russische Schriftstellerin                                                                          | 50    |              |
| 4. November  | Otto Klambauer                                    | österreichischer Neuzeithistoriker und Journalist                                                   | 64    |              |
| 4. November  | Joachim Kunze                                     | deutscher Politiker                                                                                 | 83    |              |
| 4. November  | Daniel Lefeuvre                                   | französischer Historiker                                                                            | 62    |              |
| 4. November  | George Magovern                                   | US-amerikanischer Mediziner                                                                         | 89    |              |
| 4. November  | Eleanor G. Mlotek                                 | US-amerikanische Musikwissenschaftlerin                                                             | 91    |              |
| 4. November  | Wigand Ritter                                     | österreichischer Geograph                                                                           | 80    |              |
| 4. November  | Klaus-Peter Schulz                                | Heimatforscher und Museumsleiter                                                                    | 71    |              |
| 4. November  | Karl Stackmann                                    | deutscher Germanist                                                                                 | 91    | [ 1 ]        |
| 4. November  | John Steele                                       | britischer Meereskundler                                                                            | 86    |              |
| 4. November  | Georg Wahl                                        | deutscher Dressurreiter und Reitsporttrainer                                                        | 93    |              |
| 5. November  | Luna Andermatt                                    | portugiesische Tänzerin                                                                             | 87    |              |
| 5. November  | Habibollah Asgaroladi                             | iranischer Politiker                                                                                | 79    |              |
| 5. November  | Juan Carlos Calabró                               | argentinischer Schauspieler und Humorist                                                            | 79    |              |
| 5. November  | Lounis Matem                                      | algerischer Fußballspieler und -trainer                                                             | 72    |              |
| 5. November  | Leonid Stolowitsch                                | estnischer Philosoph                                                                                | 84    |              |
| 5. November  | Juan Manuel Tenuta                                | uruguayischer Schauspieler                                                                          | 89    |              |
| 5. November  | Bobby Thomason                                    | US-amerikanischer American-Football-Spieler                                                         | 85    |              |
| 5. November  | Charlie Trotter                                   | US-amerikanischer Koch                                                                              | 54    |              |
| 5. November  | Stuart Williams                                   | walisischer Fußballspieler                                                                          | 83    |              |
| 5. November  | Kurt Uihlein                                      | deutscher Unternehmer und Mäzen                                                                     | 93    |              |
| 6. November  | Guillermina Bravo                                 | mexikanische Tänzerin und Choreografin                                                              | 92    |              |
| 6. November  | Mariana Cornejo                                   | spanische Flamenco-Sängerin                                                                         | 66    |              |
| 6. November  | Karl Brodhäcker                                   | deutscher Schriftsteller, Journalist und Verleger                                                   | 93    |              |
| 6. November  | Jay Cochrane                                      | kanadischer Seiltänzer                                                                              | 69    |              |
| 6. November  | Tarla Dalal                                       | indische Köchin und Kochbuchautorin                                                                 | 77    |              |
| 6. November  | Chitta Ranjan de Silva                            | sri-lankischer Jurist                                                                               | 65    |              |
| 6. November  | Jorge Dória                                       | brasilianischer Komiker und Schauspieler                                                            | 92    |              |
| 6. November  | Peter Fatialofa                                   | samoanischer Rugbyspieler                                                                           | 54    |              |
| 6. November  | Yosef Harish                                      | israelischer Jurist                                                                                 | 90    |              |
| 6. November  | Arvid Johanson                                    | norwegischer Journalist und Politiker                                                               | 84    |              |
| 6. November  | Hanni Knerr                                       | deutsche ehrenamtlich engagierte Lehrerin                                                           | 77    |              |
| 6. November  | Dan Lurie                                         | US-amerikanischer Bodybuilder                                                                       | 90    |              |
| 6. November  | Ace Parker                                        | US-amerikanischer American-Football- und Baseballspieler                                            | 101   |              |
| 6. November  | Cheb i Sabbah                                     | algerischer Musiker und Komponist                                                                   | 66    |              |
| 6. November  | Abigail A. Salyers                                | US-amerikanische Mathematikerin, Physikerin, Molekularbiologin und Hochschullehrerin                | 70    |              |
| 6. November  | Paul-Oskar Seese                                  | deutscher Maler                                                                                     | 86    |              |
| 6. November  | Roberto Zárate                                    | argentinischer Fußballspieler                                                                       | 80    |              |
| 7. November  | John Cole                                         | britischer Journalist                                                                               | 85    |              |
| 7. November  | Ian Davies                                        | australischer Basketballspieler                                                                     | 57    |              |
| 7. November  | Ron Dellow                                        | englischer Fußballspieler und -trainer                                                              | 99    |              |
| 7. November  | Walter Fröhlich                                   | deutscher Journalist, Schriftsteller, Musiker und Fotograf                                          | 86    |              |
| 7. November  | Friedrich-Theodor Hruška                          | deutscher Politiker                                                                                 | 83    |              |
| 7. November  | Nikolai Karpow                                    | sowjetischer Eishockeyspieler und -trainer                                                          | 83    |              |
| 7. November  | Paul Mantee                                       | US-amerikanischer Schauspieler                                                                      | 82    |              |
| 7. November  | Jack Mitchell                                     | US-amerikanischer Fotograf                                                                          | 88    |              |
| 7. November  | Amparo Rivelles                                   | spanische Schauspielerin                                                                            | 88    |              |
| 7. November  | Manfred Rommel                                    | deutscher Politiker                                                                                 | 84    |              |
| 7. November  | Christian Tasche                                  | deutscher Schauspieler                                                                              | 56    | [ 2 ]        |
| 7. November  | Friedel Trappen                                   | deutscher Diplomat, Botschafter der DDR                                                             | 89    |              |
| 7. November  | Richard Witkin                                    | US-amerikanischer Journalist                                                                        | 95    |              |
| 8. November  | Chitti Babu                                       | indischer Schauspieler und Komiker                                                                  | 49    |              |
| 8. November  | John Bell Jr.                                     | US-amerikanischer Künstler                                                                          | 76    |              |
| 8. November  | William Davidon                                   | US-amerikanischer Physiker und Mathematiker                                                         | 86    |              |
| 8. November  | Kris Ife                                          | britischer Sänger                                                                                   | 67    |              |
| 8. November  | Jelena Jurajewa                                   | kasachische Jazzpianistin                                                                           | 36    |              |
| 8. November  | Carl Laszlo                                       | ungarisch-schweizerischer Kunsthändler, Sammler und Autor                                           | 90    |              |
| 8. November  | Werner Rau                                        | deutscher Biologe und Hochschullehrer                                                               | 85    |              |
| 8. November  | Chiyoko Shimakura                                 | japanische Sängerin                                                                                 | 75    |              |
| 8. November  | Jacques Siclier                                   | französischer Filmkritiker                                                                          | 86    |              |
| 8. November  | Amanchi Venkata Subrahmanyam                      | indischer Schauspieler                                                                              | 56    |              |
| 8. November  | Douglas Edwin Theuner                             | US-amerikanischer Bischof                                                                           | 74    |              |
| 9. November  | Savaş Ay                                          | türkischer Journalist                                                                               | 59    |              |
| 9. November  | Sarah Davis                                       | US-amerikanische Bischöfin                                                                          | 65    |              |
| 9. November  | Christoph Daxelmüller                             | deutscher Ethnologe                                                                                 | 65    |              |
| 9. November  | John Dendahl                                      | US-amerikanischer Skisportler und Politiker                                                         | 75    |              |
| 9. November  | Helen Eadie                                       | britische Politikerin                                                                               | 66    |              |
| 9. November  | Bob George                                        | britischer Biologe                                                                                  | 92    |              |
| 9. November  | Bob Gillett                                       | neuseeländischer Jazzmusiker und Musikproduzent                                                     | 88    |              |
| 9. November  | Franziska Kerscher                                | deutsche Sängerin                                                                                   | 94    |              |
| 9. November  | Jürgen Leinemann                                  | deutscher Autor und Journalist                                                                      | 76    |              |
| 9. November  | Dennis Livson                                     | finnischer Fernsehproduzent                                                                         | 66    |              |
| 9. November  | Werner Marti                                      | Schweizer Mundartforscher und Schriftsteller                                                        | 93    |              |
| 9. November  | Kalaparusha Maurice McIntyre                      | US-amerikanischer Jazzmusiker                                                                       | 77    |              |
| 9. November  | Jorge de Mello                                    | portugiesischer Unternehmer                                                                         | 92    |              |
| 9. November  | Lică Nunweiller                                   | rumänischer Fußballspieler                                                                          | 74    |              |
| 9. November  | Steve Prescott                                    | englischer Rugbyspieler                                                                             | 39    |              |
| 9. November  | Emri Ron                                          | israelischer Politiker                                                                              | 77    |              |
| 9. November  | Georg P. Salzmann                                 | deutscher Literatursammler                                                                          | 84    |              |
| 9. November  | Takashi Satomi                                    | japanischer Schauspieler                                                                            | 82    |              |
| 9. November  | Vasile Suciu                                      | rumänischer Fußballspieler                                                                          | 71    |              |
| 9. November  | Walter H. Stern                                   | US-amerikanischer Journalist und Publizist                                                          | 88    |              |
| 9. November  | Raúl Valdés Vivó                                  | kubanischer Diplomat und Sachbuchautor                                                              | 84    |              |
| 9. November  | Emile Zuckerkandl                                 | US-amerikanischer Evolutionsbiologe                                                                 | 91    |              |
| 10. November | Safdar Rahmat Abadi                               | iranischer Politiker                                                                                | 51    |              |
| 10. November | Vijaydan Detha                                    | indischer Schriftsteller                                                                            | 87    |              |
| 10. November | Richard Grathoff                                  | deutscher Phänomenologe                                                                             | 79    |              |
| 10. November | Hermann Gutmann                                   | deutscher Autor und Journalist                                                                      | 83    |              |
| 10. November | Ursel Kerstein                                    | deutsche Politikerin                                                                                | 82    |              |
| 10. November | John Matchefts                                    | US-amerikanischer Eishockeyspieler                                                                  | 82    |              |
| 10. November | Edith Oravez                                      | ungarisch-schweizerische Opernsängerin                                                              | 93    |              |
| 10. November | Giorgio Orelli                                    | Schweizer Schriftsteller                                                                            | 92    |              |
| 10. November | Tommy Quick                                       | schwedischer Bogenschütze                                                                           | 58    |              |
| 10. November | Pushpa Thangadorai                                | indischer Schriftsteller                                                                            | 82    |              |
| 11. November | Domenico Bartolucci                               | italienischer Kirchenmusiker und Kardinal                                                           | 96    |              |
| 11. November | Anne Barton                                       | US-amerikanische Anglistin                                                                          | 80    |              |
| 11. November | Hans-Jürgen Bartsch                               | deutscher Sportfunktionär                                                                           | 72    |              |
| 11. November | Bob Beckham                                       | US-amerikanischer Country-Sänger                                                                    | 86    |              |
| 11. November | Rui Valentim de Carvalho                          | portugiesischer Musikproduzent                                                                      | 82    |              |
| 11. November | John S. Dunne                                     | US-amerikanischer Theologe und Priester                                                             | 83    |              |
| 11. November | Teresita Fernández                                | kubanische Liedermacherin                                                                           | 82    |              |
| 11. November | William Sefton Fyfe                               | neuseeländischer Geologe                                                                            | 86    |              |
| 11. November | Moreno Gallo                                      | italienisch-kanadischer Mafioso                                                                     | 68    |              |
| 11. November | Stein Grieg Halvorsen                             | norwegischer Theaterschauspieler                                                                    | 104   |              |
| 11. November | Naseeruddin Haqqani                               | pakistanischer Terrorist                                                                            | 57    |              |
| 11. November | Joaquín Hernández Galicia                         | mexikanischer Gewerkschaftsführer                                                                   | 96    |              |
| 11. November | Franz Jüttner                                     | deutscher Eishockeyspieler und Gastronom                                                            | 51    |              |
| 11. November | Atilla Karaosmanoğlu                              | türkischer Politiker                                                                                | 83    |              |
| 11. November | John Lister                                       | britischer Mediziner                                                                                | 93    |              |
| 11. November | Jürgen Maruhn                                     | deutscher Volkswirt, Publizist, Journalist und Politiker                                            | 76    |              |
| 11. November | Eddie McGrady                                     | britischer Politiker                                                                                | 78    |              |
| 11. November | Gaudêncio Thiago de Mello                         | brasilianischer Multiinstrumentalist und Musikpädagoge                                              | 80    |              |
| 11. November | Shirley Mitchell                                  | US-amerikanische Schauspielerin                                                                     | 94    |              |
| 11. November | Jerome Murphy-O’Connor                            | irischer Biblischer Archäologe                                                                      | 78    |              |
| 11. November | Park Tong-jin                                     | südkoreanischer Politiker                                                                           | 91    |              |
| 11. November | Hans Pries                                        | deutscher Offizier und Verwaltungsjurist                                                            | 99    |              |
| 11. November | Heikki Värtsi                                     | finnischer Tänzer und Choreograph                                                                   | 82    |              |
| 12. November | Stylianos Alexiou                                 | griechischer Archäologe, Neogräzist und Byzantinist                                                 | 92    |              |
| 12. November | Johann Beimler                                    | deutsch-US-amerikanischer Kameramann und Filmproduzent                                              | 92    |              |
| 12. November | Hetty Bower                                       | britische politische Aktivistin                                                                     | 108   |              |
| 12. November | Raymond S. Burton                                 | US-amerikanischer Politiker                                                                         | 74    |              |
| 12. November | Giuseppe Casari                                   | italienischer Fußballspieler                                                                        | 91    |              |
| 12. November | Geo Costiniu                                      | rumänischer Schauspieler                                                                            | 63    |              |
| 12. November | Erik Dyreborg                                     | dänischer Fußballspieler                                                                            | 73    |              |
| 12. November | Sérgio Grilo                                      | portugiesischer Schauspieler                                                                        | 40    |              |
| 12. November | Luis Ibarra                                       | chilenischer Fußballspieler und -trainer                                                            | 76    |              |
| 12. November | Festus Iyayi                                      | nigerianischer Schriftsteller                                                                       | 66    |              |
| 12. November | Mavis Lever                                       | britische Kryptologin                                                                               | 92    |              |
| 12. November | Roland Mayer                                      | deutscher Chemiker                                                                                  | 86    |              |
| 12. November | Manuel Ray                                        | kubanisch-US-amerikanischer Ingenieur und politischer Aktivist                                      | 89    |              |
| 12. November | Al Ruscio                                         | italienisch-US-amerikanischer Schauspieler                                                          | 89    |              |
| 12. November | Alexander Serebrow                                | sowjetischer Kosmonaut                                                                              | 69    |              |
| 12. November | Dumitru Sigmirean                                 | rumänischer Fußballspieler und -trainer                                                             | 54    |              |
| 12. November | Peter Szor                                        | ungarischer Experte für Computersicherheit                                                          | 43    |              |
| 12. November | John Tavener                                      | britischer Komponist                                                                                | 69    |              |
| 12. November | Kurt Trampedach                                   | dänischer Künstler                                                                                  | 70    |              |
| 12. November | Antigoni Valakou                                  | griechische Schauspielerin                                                                          | 83    |              |
| 12. November | Thomas Wieczorek                                  | deutscher Autor und Journalist                                                                      | 60    |              |
| 12. November | Arthur Zeller                                     | Schweizer Politiker, Bankmanager und Jurist                                                         | 66    |              |
| 12. November | Karl-Heinz Zillmer                                | deutscher Ingenieur und Kulturmäzen                                                                 | 77    |              |
| 13. November | Fritz Altmeyer                                    | deutscher Fußballspieler                                                                            | 84    |              |
| 13. November | Onesimo Cadiz Gordoncillo                         | philippinischer Erzbischof                                                                          | 78    |              |
| 13. November | José Cantón                                       | spanischer Fußballspieler                                                                           | 76    |              |
| 13. November | Todd Christensen                                  | US-amerikanischer American-Football-Spieler                                                         | 57    |              |
| 13. November | Paul in den Eicken                                | deutscher Grafiker und Maler                                                                        | 68    |              |
| 13. November | Dena Epstein                                      | US-amerikanische Musikwissenschaftlerin                                                             | 96    |              |
| 13. November | Thierry Gerbier                                   | französischer Biathlet                                                                              | 48    |              |
| 13. November | Barbara Handman                                   | US-amerikanische Politik-Aktivistin                                                                 | 85    |              |
| 13. November | Hans-Jürgen Heise                                 | deutscher Lyriker                                                                                   | 83    |              |
| 13. November | Günther Hofmann                                   | deutscher Opernsänger, -regisseur und -direktor                                                     | 86    |              |
| 13. November | Doğan Koloğlu                                     | türkischer Fußballspieler, -trainer, -funktionär und Sportjournalist                                | 86    |              |
| 13. November | Barbara Lawrence                                  | US-amerikanische Schauspielerin und Autorin                                                         | 83    |              |
| 13. November | Nikolaos Martis                                   | griechischer Politiker                                                                              | 98    |              |
| 13. November | Boris Mersson                                     | Schweizer Komponist und Pianist                                                                     | 92    | [ 3 ]        |
| 13. November | Mauro Nesti                                       | italienischer Rennfahrer                                                                            | 78    |              |
| 13. November | John Paul                                         | britischer Ingenieurwissenschaftler                                                                 | 86    |              |
| 13. November | Heinrich Riemenschneider                          | deutscher Schauspieler, Sänger, Dramaturg, Regisseur und Museumsdirektor                            | 89    |              |
| 13. November | Gerhard Taddey                                    | deutscher Archivar und Historiker                                                                   | 75    |              |
| 13. November | Ute Verhoolen                                     | deutsche Moderatorin                                                                                | 65    |              |
| 13. November | Robert Vito                                       | US-amerikanischer Nachrichtensprecher und Korrespondent                                             | 66    |              |
| 14. November | Augustine                                         | indischer Schauspieler                                                                              | 58    |              |
| 14. November | Uwe Braunschweig                                  | deutscher Handballspieler                                                                           | 64    |              |
| 14. November | Hans Skov Christensen                             | dänischer Ökonom                                                                                    | 68    |              |
| 14. November | Wolfgang Daffinger                                | deutscher Politiker                                                                                 | 85    |              |
| 14. November | Julian Davies                                     | britischer Jazzmusiker                                                                              | 82    |              |
| 14. November | Hari Krishna Devsare                              | indischer Schriftsteller und Zeitungsverleger                                                       | 75    |              |
| 14. November | Detlef Gosselck                                   | deutscher Kunstfälscher                                                                             | 73    |              |
| 14. November | Elfriede Gscheidlinger                            | österreichische Mundartautorin                                                                      | 98    |              |
| 14. November | Bennett Masinga                                   | südafrikanischer Fußballspieler                                                                     | 48    |              |
| 14. November | Jim McCluskey                                     | schottischer Fußballschiedsrichter                                                                  | 63    |              |
| 14. November | Jorge Oyarbide                                    | uruguayischer Fußballspieler                                                                        | ≈69   |              |
| 14. November | Olivia Robertson                                  | britische Geistliche und Autorin                                                                    | 96    |              |
| 14. November | Kai Friedrich Schade                              | deutscher Journalist                                                                                | 73    |              |
| 14. November | Reg Sinclair                                      | kanadischer Eishockeyspieler                                                                        | 88    |              |
| 14. November | Norbert Westenrieder                              | deutscher Dokumentarfilmer                                                                          | 66    |              |
| 14. November | Hans Wiesen                                       | deutscher Politiker                                                                                 | 77    |              |
| 15. November | Karla Álvarez                                     | mexikanische Schauspielerin                                                                         | 41    |              |
| 15. November | Kurt Caselli                                      | US-amerikanischer Motorradrennfahrer                                                                | 30    |              |
| 15. November | Raimondo D’Inzeo                                  | italienischer Springreiter                                                                          | 88    |              |
| 15. November | Günter Heidel                                     | deutscher Medizinhistoriker                                                                         | 71    |              |
| 15. November | T. J. Jemison                                     | US-amerikanischer Geistlicher                                                                       | 93    |              |
| 15. November | Glafkos Klerides                                  | zyprischer Politiker                                                                                | 94    |              |
| 15. November | Mickey Knox                                       | US-amerikanischer Schauspieler, Filmproduzent und Autor                                             | 91    |              |
| 15. November | Mike McCormack                                    | US-amerikanischer American-Football-Spieler und -Trainer                                            | 83    |              |
| 15. November | Nänzi                                             | deutsche Bildhauerin                                                                                | ≈51   |              |
| 15. November | Barbara Park                                      | US-amerikanische Kinderbuchautorin                                                                  | 66    |              |
| 16. November | Gunila Ambjörnsson                                | schwedische Schriftstellerin, Dramatikerin und Regisseurin                                          | 75    |              |
| 16. November | Chris Argyris                                     | US-amerikanischer Professor für Verwaltungswissenschaften                                           | 90    |              |
| 16. November | Arsen Berberian                                   | armenischer Erzbischof                                                                              | 76    |              |
| 16. November | Michel Cointat                                    | französischer Politiker                                                                             | 92    |              |
| 16. November | Hartmut Ferworn                                   | deutscher Koch und vermeintliches Entführungsopfer                                                  | 63    |              |
| 16. November | Eberhard Fricke                                   | deutscher Verwaltungsjurist                                                                         | 82    | [ 4 ]        |
| 16. November | Wilfred Geominy                                   | deutscher Archäologe                                                                                | 66    |              |
| 16. November | Heinz Göbel                                       | österreichischer Maler und Grafiker                                                                 | 66    |              |
| 16. November | Rudolf Gunkel                                     | deutscher Politiker                                                                                 | 97    |              |
| 16. November | Billy Hardwick                                    | US-amerikanischer Profi-Bowler                                                                      | 72    |              |
| 16. November | Zbyněk Hejda                                      | tschechischer Historiker                                                                            | 83    |              |
| 16. November | Harold Hofmann                                    | US-amerikanischer Politiker                                                                         | 86    |              |
| 16. November | William McDonough Kelly                           | kanadischer Politiker                                                                               | 88    |              |
| 16. November | Tanvir Ahmed Khan                                 | pakistanischer Politiker und Diplomat                                                               | 81    |              |
| 16. November | Oscar Lanford                                     | US-amerikanischer Mathematiker und Physiker                                                         | 73    |              |
| 16. November | Erik Loe                                          | norwegischer Journalist und Redakteur                                                               | 93    | (PDF; 58 kB) |
| 16. November | Josef Maria Müller                                | österreichischer Widerstandskämpfer, Dirigent, Musikpädagoge und konservativer politischer Aktivist | 90    |              |
| 16. November | Nathanail von Newrokop                            | bulgarischer Metropolit                                                                             | 61    |              |
| 16. November | Arne Pedersen                                     | norwegischer Fußballnationalspieler                                                                 | 87    |              |
| 16. November | Robin Plunket, 8. Baron Plunket                   | britischer Politiker                                                                                | 87    |              |
| 16. November | Louis D. Rubin, Jr.                               | US-amerikanischer Schriftsteller und Verleger                                                       | 89    |              |
| 16. November | Werner Scheffler                                  | deutscher Tischtennisfunktionär                                                                     | 92    |              |
| 16. November | Ferdinand Schlickel                               | deutscher Journalist, Historiker und Autor                                                          | 89    |              |
| 16. November | Rainer Schwarz                                    | deutscher Theater- und Hörspielregisseur                                                            | 60    |              |
| 16. November | Jermek Serkebajew                                 | sowjetischer Opernsänger und Politiker                                                              | 87    |              |
| 16. November | Charles Waterhouse                                | US-amerikanischer Maler und Illustrator                                                             | 89    |              |
| 16. November | Jock Young                                        | britischer Soziologe und Kriminologe                                                                | 71    |              |
| 17. November | Leopold Baumgartner                               | österreichisch-australischer Fußballspieler und -trainer                                            | 81    |              |
| 17. November | Frank Chamberlin                                  | US-amerikanischer American-Football-Spieler                                                         | 35    |              |
| 17. November | Joe Dean                                          | US-amerikanischer Basketballspieler und Sportfunktionär                                             | 83    |              |
| 17. November | Syd Field                                         | US-amerikanischer Sach- und Drehbuchautor                                                           | 77    |              |
| 17. November | Herbert Gordon                                    | jamaikanischer Fußballspieler                                                                       | 58    |              |
| 17. November | Leo Imhoff                                        | deutscher Gastronom                                                                                 | 91    |              |
| 17. November | Erwin Jöris                                       | deutscher Widerstandskämpfer und Schriftsteller                                                     | 101   |              |
| 17. November | Doris Lessing                                     | britische Schriftstellerin                                                                          | 94    |              |
| 17. November | Nicholas Mevoli                                   | US-amerikanischer Apnoetaucher                                                                      | 32    |              |
| 17. November | Gerald Spring Rice, 6. Baron Monteagle of Brandon | britischer Politiker                                                                                | 87    |              |
| 17. November | Andreas von Stechow                               | deutscher Diplomat                                                                                  | 70    |              |
| 17. November | George Thuo                                       | kenianischer Politiker                                                                              | 46    |              |
| 18. November | Mike Cross                                        | US-amerikanischer Politiker                                                                         | 69    |              |
| 18. November | Edgar Falch                                       | norwegischer Fußballspieler                                                                         | 83    |              |
| 18. November | André Filippini                                   | Schweizer Bobfahrer, Sportfunktionär und Unternehmer                                                | 89    |              |
| 18. November | Thomas Howard                                     | US-amerikanischer American-Football-Spieler                                                         | 30    |              |
| 18. November | Leonard Klein                                     | US-amerikanischer Komponist, Pianist und Musikpädagoge                                              | 84    |              |
| 18. November | Gorazd Stražišar                                  | slowenischer Mountainbiker                                                                          | 53    |              |
| 18. November | Nejat Uygur                                       | türkischer Komiker und Schauspieler                                                                 | 86    |              |
| 18. November | S. R. D. Vaidyanathan                             | indischer Musiker                                                                                   | 84    |              |
| 18. November | Merrell William, Jr.                              | US-amerikanische Whistleblowerin                                                                    | 72    |              |
| 18. November | Peter Wintonick                                   | kanadischer Dokumentarfilmer                                                                        | 60    |              |
| 19. November | Ray Gosling                                       | britischer Nachrichtensprecher                                                                      | 74    |              |
| 19. November | Kurt-Jürgen Heering                               | deutscher Literaturagent und Autor                                                                  | 59    |              |
| 19. November | Tibor Kovács                                      | ungarischer Archäologe und Museumsleiter                                                            | 73    |              |
| 19. November | Walter Leissle                                    | deutscher Textdichter                                                                               | 81    |              |
| 19. November | André Leliaert                                    | belgischer Radrennfahrer                                                                            | 90    |              |
| 19. November | Joseph Frans Lescrauwaet                          | niederländischer Weihbischof                                                                        | 90    |              |
| 19. November | Diane Disney Miller                               | US-amerikanische Winzerin und Mäzenin                                                               | 79    |              |
| 19. November | Matthias N’Gartéri Mayadi                         | tschadischer Erzbischof                                                                             | 71    |              |
| 19. November | Frederick Sanger                                  | britischer Biochemiker                                                                              | 95    |              |
| 19. November | Ferdinand Schmid                                  | deutscher Unternehmer                                                                               | 88    |              |
| 19. November | Thomas Stanley, 8. Baron Stanley of Alderley      | britischer Peer und Politiker                                                                       | 85    |              |
| 19. November | Reiner Toussaint                                  | deutscher Brigadegeneral                                                                            | 76    |              |
| 19. November | Taissija Tschentschik                             | sowjetische Leichtathletin                                                                          | 77    |              |
| 19. November | Georges H. Wagnière                               | Schweizer Chemiker                                                                                  | 80    |              |
| 19. November | Charlotte Zolotow                                 | US-amerikanische Schriftstellerin                                                                   | 98    |              |
| 20. November | Pavel Bobek                                       | tschechischer Country-Sänger                                                                        | 76    |              |
| 20. November | Sylvia Browne                                     | US-amerikanische Autorin                                                                            | 77    |              |
| 20. November | Hans Drexel                                       | österreichischer Manager                                                                            | 75    |              |
| 20. November | Joseph Paul Franklin                              | US-amerikanischer Serienmörder                                                                      | 63    | [ 5 ]        |
| 20. November | Peter Griffiths                                   | britischer Politiker                                                                                | 85    |              |
| 22. November | Maresi Bischoff-Hanft                             | deutsche Schauspielerin, Synchronsprecherin und Hörspielsprecherin                                  | 82    |              |
| 20. November | José Hernández                                    | spanischer Maler                                                                                    | 69    |              |
| 20. November | Dieter Hildebrandt                                | deutscher Kabarettist                                                                               | 86    |              |
| 20. November | Charlotte Niemann                                 | deutsche Regisseurin und Komponistin                                                                | 98    |              |
| 20. November | Sokol Olldashi                                    | albanischer Politiker                                                                               | 40    |              |
| 20. November | Eddie Pawl                                        | US-amerikanischer Jazz-Musiker                                                                      | 85    |              |
| 20. November | Klaus Praefcke                                    | deutscher Chemiker                                                                                  | 80    |              |
| 20. November | Robert Reginald                                   | US-amerikanischer Bibliograph, Autor, Herausgeber und Verleger                                      | 65    |              |
| 20. November | Justus Smith                                      | US-amerikanischer Ruderer                                                                           | 91    |              |
| 20. November | Marga Swoboda                                     | österreichische Journalistin und Kolumnistin                                                        | 58    |              |
| 20. November | Juan Wedel                                        | costa-ricanischer Bogenschütze                                                                      | 69    |              |
| 20. November | Hellmuth Wolff                                    | kanadischer Orgelbauer                                                                              | 76    |              |
| 21. November | Jindřich Balcar                                   | tschechoslowakischer Skispringer                                                                    | 63    |              |
| 21. November | Ronny Coaches                                     | ghanaischer Musiker                                                                                 | 33    |              |
| 21. November | Dieter-Julius Cronenberg                          | deutscher Politiker                                                                                 | 83    |              |
| 21. November | John Egerton                                      | US-amerikanischer Journalist und Autor                                                              | 78    | [ 6 ]        |
| 21. November | Theo Gerdener                                     | südafrikanischer Politiker                                                                          | 97    |              |
| 21. November | Peter Harring                                     | österreichischer Politiker                                                                          | 74    |              |
| 21. November | Maulvi Ahmad Jan                                  | pakistanischer Terrorist                                                                            | 47    |              |
| 21. November | Fred Kavli                                        | norwegischer und US-amerikanischer Physiker                                                         | 86    |              |
| 21. November | Günther Kokkelink                                 | deutscher Architekt und Architekturhistoriker                                                       | 81    |              |
| 21. November | Vern Mikkelsen                                    | US-amerikanischer Basketballspieler                                                                 | 85    |              |
| 21. November | Herbert Mitgang                                   | US-amerikanischer Autor und Journalist                                                              | 93    |              |
| 21. November | Bernard Parmegiani                                | französischer Komponist                                                                             | 86    |              |
| 21. November | Cyril Perkins                                     | englischer Cricketspieler                                                                           | 102   |              |
| 21. November | Rainer Philipp                                    | deutscher Denkmalpfleger                                                                            | 61    |              |
| 21. November | Vadde Ramesh                                      | indischer Filmregisseur und Drehbuchautor                                                           | 66    |              |
| 21. November | Garba Sidikou                                     | nigrischer Politiker                                                                                |       |              |
| 21. November | Elfriede Spiegelhauer                             | deutsche Skilangläuferin                                                                            | 79    |              |
| 21. November | Steven Stockman                                   | austro-kanadischer Eishockeyspieler                                                                 | 55    |              |
| 21. November | Conrad Susa                                       | US-amerikanischer Komponist                                                                         | 78    |              |
| 21. November | Fritz Ustrich                                     | deutscher Pädagoge                                                                                  | 91    |              |
| 21. November | Maurice Vachon                                    | kanadischer Ringer und Wrestler                                                                     | 84    |              |
| 21. November | Michael Weiner                                    | US-amerikanischer Richter und Sportoffizieller                                                      | 51    |              |
| 22. November | Bernhard Bußmann                                  | deutscher Politiker                                                                                 | 84    |              |
| 22. November | Wanda Coleman                                     | US-amerikanische Dichterin und Drehbuchautorin                                                      | 67    |              |
| 22. November | Brian Dawson                                      | britischer Musiker                                                                                  | 76    |              |
| 22. November | Abelardo Estorino                                 | kubanischer Dramatiker                                                                              | 88    |              |
| 22. November | Chafi Félix                                       | argentinischer Politiker                                                                            | 85    |              |
| 22. November | Ursula Hanke-Förster                              | deutsche Bildhauerin                                                                                | 89    |              |
| 22. November | Pierre Joatton                                    | französischer Bischof                                                                               | 83    |              |
| 22. November | Alexander Komarow                                 | sowjetischer Eishockeyspieler und -trainer                                                          | 90    |              |
| 22. November | Mircea Krishan                                    | rumänisch-deutscher Schauspieler                                                                    | 89    |              |
| 22. November | Georges Lautner                                   | französischer Film- und Fernsehregisseur                                                            | 87    |              |
| 22. November | Jancarlos de Oliveira Barros                      | brasilianischer Fußballspieler                                                                      | 30    |              |
| 22. November | Heber Raviolo                                     | uruguayischer Verleger                                                                              | 81    |              |
| 22. November | Alec Reid                                         | nordirischer Priester                                                                               | 82    |              |
| 22. November | Hartmut Saenger                                   | deutscher Politiker und Verbandsfunktionär                                                          | 72    |              |
| 22. November | Solveig Muren Sanden                              | norwegische Illustratorin und Karikaturistin                                                        | 95    |              |
| 22. November | Reg Simpson                                       | englischer Cricketspieler                                                                           | 93    |              |
| 22. November | Willis H. Ware                                    | US-amerikanischer Computerpionier                                                                   | 93    |              |
| 23. November | Jewhen Beresnjak                                  | sowjetisch-ukrainischer Soldat und Agent                                                            | 99    |              |
| 23. November | Alaa Edward Butros                                | irakischer Journalist und Kameramann                                                                | 30    |              |
| 23. November | Walter Frosch                                     | deutscher Fußballspieler                                                                            | 62    |              |
| 23. November | Claus Homschak                                    | österreichischer Regisseur                                                                          | 74    |              |
| 23. November | István Jakab                                      | slowakischer Sprachwissenschaftler                                                                  | 85    |              |
| 23. November | Kit Kapp                                          | US-amerikanischer Ethnologe                                                                         | 87    |              |
| 23. November | Jay Leggett                                       | US-amerikanischer Komiker und Schauspieler                                                          | 50    |              |
| 23. November | Peter B. Lewis                                    | US-amerikanischer Geschäftsmann und Philanthrop                                                     | 80    |              |
| 23. November | William Jerome McCormack                          | US-amerikanischer Weihbischof                                                                       | 89    |              |
| 23. November | Wayne Mills                                       | US-amerikanischer Country-Musiker                                                                   | 44    |              |
| 23. November | Vasile Moga                                       | rumänischer Fußballspieler und -funktionär                                                          | 58    |              |
| 23. November | Juan Peláez                                       | mexikanischer Schauspieler                                                                          | 64    |              |
| 23. November | Costanzo Preve                                    | italienischer Philosoph                                                                             | 70    |              |
| 23. November | Reginald September                                | südafrikanischer Politiker                                                                          | 90    |              |
| 23. November | Gerhard Steinecke                                 | deutscher Stadtchronist und Sachbuchautor                                                           | ≈80   |              |
| 23. November | Delbert Tibbs                                     | US-amerikanisches Justizopfer                                                                       | 74    |              |
| 24. November | Amedeo Amadei                                     | italienischer Fußballspieler und -trainer                                                           | 92    |              |
| 24. November | Nancy Borwick                                     | australische Weitspringerin                                                                         | 78    |              |
| 24. November | Arnaud Coyot                                      | französischer Radrennfahrer                                                                         | 33    |              |
| 24. November | Serge Ehrensperger                                | Schweizer Schriftsteller                                                                            | 78    |              |
| 24. November | Jun-Ichi Igusa                                    | japanischer Mathematiker                                                                            | 89    |              |
| 24. November | Jean King                                         | US-amerikanische Politikerin                                                                        | 87    |              |
| 24. November | Artur Komisarek                                   | polnischer Radrennfahrer                                                                            | 23    |              |
| 24. November | Gerrit Krol                                       | niederländischer Schriftsteller                                                                     | 79    |              |
| 24. November | Robert Leigh-Pemberton, Baron Kingsdown           | britischer Bankier                                                                                  | 86    |              |
| 24. November | Marian Măuță                                      | rumänischer Fußballspieler                                                                          | 37    |              |
| 24. November | Ernst Nedwed                                      | österreichischer Politiker                                                                          | 84    |              |
| 24. November | Matti Ranin                                       | finnischer Schauspieler                                                                             | 87    |              |
| 24. November | Edmund Stauffer                                   | deutscher Geistlicher                                                                               | 89    |              |
| 24. November | David Bernard Thompson                            | US-amerikanischer Bischof                                                                           | 90    |              |
| 25. November | Dagmar Bergmeister                                | deutsche Fernsehansagerin                                                                           | 84    |              |
| 25. November | Lou Brissie                                       | US-amerikanischer Baseballspieler                                                                   | 89    |              |
| 25. November | Chae Myung-shin                                   | südkoreanischer General                                                                             | 86    |              |
| 25. November | Wayne K. Clymer                                   | US-amerikanischer Bischof                                                                           | 96    |              |
| 25. November | Franz Dähler                                      | Schweizer Theologe                                                                                  | 91    |              |
| 25. November | Bob Colin Day                                     | britischer Musiker                                                                                  | 72    |              |
| 25. November | Oralia Domínguez                                  | mexikanische Opernsängerin                                                                          | 88    |              |
| 25. November | Ricardo Fort                                      | argentinischer Unternehmer                                                                          | 45    |              |
| 25. November | Bill Foulkes                                      | englischer Fußballspieler und -trainer                                                              | 81    |              |
| 25. November | Werner Ganteföhr                                  | deutscher Maler                                                                                     | 80    |              |
| 25. November | Paul Gnaier                                       | deutscher Fechter und Sportfunktionär                                                               | 87    |              |
| 25. November | Chico Hamilton                                    | US-amerikanischer Jazz-Schlagzeuger                                                                 | 92    |              |
| 25. November | Greg Kovacs                                       | kanadischer Bodybuilder                                                                             | 44    |              |
| 25. November | Peter Kurzeck                                     | deutscher Schriftsteller                                                                            | 70    |              |
| 25. November | Egon Lánský                                       | tschechischer Journalist und Politiker                                                              | 79    |              |
| 25. November | Siegfried Mohrhof                                 | deutscher Lehrer, Fernsehjournalist und ARD-Koordinator                                             | 88    |              |
| 25. November | Elke Neidhardt                                    | australische Schauspielerin und Opernregisseurin                                                    | 72    |              |
| 25. November | Manfred Otto                                      | deutscher Geistlicher                                                                               | 86    |              |
| 25. November | Al Plastino                                       | US-amerikanischer Comiczeichner                                                                     | 91    |              |
| 25. November | Bracha Qafih                                      | israelische Geistliche                                                                              | 90    |              |
| 25. November | Fred F. Scherer                                   | US-amerikanischer Maler                                                                             | 98    |              |
| 25. November | Sarah Teelow                                      | australische Wasserskifahrerin                                                                      | 20    |              |
| 25. November | Zéphyrin Toé                                      | burkinischer Bischof                                                                                | 84    |              |
| 26. November | Arik Einstein                                     | israelischer Sänger                                                                                 | 74    |              |
| 26. November | Marcello Gatti                                    | italienischer Kameramann                                                                            | 89    |              |
| 26. November | Axel Hecht                                        | deutscher Kunstjournalist                                                                           | 69    |              |
| 26. November | Jane Kean                                         | US-amerikanische Sängerin und Schauspielerin                                                        | 90    |              |
| 26. November | Saul Leiter                                       | US-amerikanischer Fotograf                                                                          | 89    |              |
| 26. November | Tony Musante                                      | US-amerikanischer Schauspieler                                                                      | 77    |              |
| 26. November | Inge Mutzke                                       | deutsche Theaterschauspielerin                                                                      | 61    |              |
| 26. November | Peter-Jürgen Paschold                             | deutscher Pflanzenbauwissenschaftler                                                                | 66    |              |
| 26. November | Temistocle Popa                                   | rumänischer Komponist und Songwriter                                                                | 92    |              |
| 26. November | Cayetano Ré                                       | paraguayischer Fußballspieler und -trainer                                                          | 75    |              |
| 26. November | Helmut Rond                                       | deutscher Discjockey, Musiker und Sänger                                                            | 71    |              |
| 26. November | Adolf Schmidt                                     | deutscher Politiker und Gewerkschafter                                                              | 88    |              |
| 26. November | Jörg Spengler                                     | deutscher Segler                                                                                    | 74    |              |
| 26. November | Stan Stennett                                     | britischer Schauspieler und Musiker                                                                 | 88    |              |
| 26. November | William Stevenson                                 | kanadischer Journalist und Autor                                                                    | 89    |              |
| 26. November | Martin Zeitz                                      | deutscher Mediziner                                                                                 | 63    |              |
| 27. November | Raschit Chamidulin                                | sowjetischer bzw. russischer Diplomat                                                               | 76    | [ 7 ]        |
| 27. November | Lewis Collins                                     | britischer Schauspieler                                                                             | 67    |              |
| 27. November | Ye Htut                                           | birmanischer Politiker und Unabhängigkeitskämpfer                                                   | 91    |              |
| 27. November | Rudolf Lorenzen                                   | deutscher Journalist und Schriftsteller                                                             | 91    |              |
| 27. November | Hans Putzo                                        | deutscher Jurist und Rechtswissenschaftler                                                          | 87    |              |
| 27. November | Paul Quincy                                       | deutscher Schriftsteller und Übersetzer                                                             | 69    | [ 8 ]        |
| 27. November | Volker Römheld                                    | deutscher Agrarwissenschaftler und Pflanzenphysiologe                                               | 72    |              |
| 27. November | Nílton Santos                                     | brasilianischer Fußballspieler                                                                      | 88    |              |
| 27. November | Walter J. Schütz                                  | deutscher Kommunikationswissenschaftler                                                             | 83    |              |
| 27. November | Wolf Jobst Siedler                                | deutscher Verleger und Schriftsteller                                                               | 87    |              |
| 27. November | Saburo Shochi                                     | japanischer Pädagoge                                                                                | 107   | [ 9 ]        |
| 27. November | Waldemar Świerzy                                  | polnischer Grafiker und Grafikdesigner                                                              | 82    |              |
| 27. November | Michel Tyszblat                                   | französischer Maler                                                                                 | 77    |              |
| 27. November | Avraham Verdiger                                  | israelischer Politiker                                                                              | 92    |              |
| 28. November | Otto Ammon                                        | deutscher Politiker                                                                                 | 85    |              |
| 28. November | Eduard Liviu Bartales                             | rumänischer Fußballspieler                                                                          | 59    |              |
| 28. November | Joe Bihari                                        | US-amerikanischer Musikproduzent                                                                    | 88    |              |
| 28. November | Friedrich Frölichsthal                            | österreichischer Diplomat                                                                           | 86    |              |
| 28. November | Mitja Ribičič                                     | jugoslawischer Politiker                                                                            | 94    |              |
| 28. November | Jean-Louis Roux                                   | kanadischer Regisseur, Schauspieler und Politiker                                                   | 90    |              |
| 28. November | Max Georg Freiherr von Twickel                    | deutscher Weihbischof                                                                               | 87    |              |
| 28. November | Hans Wilhelm Vahlefeld                            | deutscher Fernsehjournalist                                                                         | 85    | [ 10 ]       |
| 28. November | Danny Wells                                       | kanadischer Schauspieler                                                                            | 72    |              |
| 29. November | Oliver Cheatham                                   | US-amerikanischer Sänger                                                                            | 65    |              |
| 29. November | Charles Cooper                                    | US-amerikanischer Schauspieler                                                                      | 87    |              |
| 29. November | Dick Dodd                                         | US-amerikanischer Schlagzeuger und Sänger                                                           | 68    |              |
| 29. November | Colin Eglin                                       | südafrikanischer Politiker                                                                          | 88    |              |
| 29. November | Natalja Gorbanewskaja                             | russische Dichterin und Bürgerrechtlerin                                                            | 77    |              |
| 29. November | Chris Howland                                     | britischer Schauspieler und Sänger                                                                  | 85    |              |
| 29. November | Douglas Samuel Jones                              | britischer Mathematiker                                                                             | 91    |              |
| 29. November | Michael Kammen                                    | US-amerikanischer Historiker                                                                        | 77    |              |
| 29. November | Peter Kaplan                                      | US-amerikanischer Journalist                                                                        | 59    |              |
| 29. November | Bram van der Lek                                  | niederländischer Politiker                                                                          | 82    |              |
| 29. November | Ernst Wilhelm Müller                              | deutscher Ethnologe                                                                                 | 88    |              |
| 29. November | Valdis Muižnieks                                  | sowjetischer Basketballspieler                                                                      | 78    |              |
| 29. November | Umberto Panini                                    | italienischer Unternehmer                                                                           | 83    |              |
| 29. November | Simon Ruge                                        | deutscher Grafiker und Schriftsteller                                                               | 89    |              |
| 30. November | Waldyr Calheiros Novaes de Novais                 | brasilianischer Bischof                                                                             | 90    |              |
| 30. November | Paul Crouch                                       | US-amerikanischer Fernsehprediger                                                                   | 79    |              |
| 30. November | Benjamin Degen                                    | Schweizer Politiker                                                                                 | 80    |              |
| 30. November | Peter Graf                                        | deutscher Tennistrainer und -manager                                                                | 75    |              |
| 30. November | Juri Jakowlew                                     | russischer Schauspieler                                                                             | 85    |              |
| 30. November | Jean Kent                                         | britische Schauspielerin                                                                            | 92    |              |
| 30. November | Ulf Reiher                                        | deutscher Theaterintendant                                                                          | 77    |              |
| 30. November | Tabu Ley Rochereau                                | kongolesischer Musiker und Politiker                                                                | 73    |              |
| 30. November | Roger Rodas                                       | salvadorianischer Automobilrennfahrer und Geschäftsmann                                             | 38    |              |
| 30. November | Doriano Romboni                                   | italienischer Motorradrennfahrer                                                                    | 44    |              |
| 30. November | Wilfrid Stinissen                                 | belgischer Ordensgeistlicher und Prior                                                              | 86    |              |
| 30. November | Paul Walker                                       | US-amerikanischer Schauspieler                                                                      | 40    |              |